# Žiga Jerman
Žiga Jerman (Lubiana, 26 giugno 1998) è un ex ciclista su strada sloveno, attivo in formazioni UCI dal 2017 al 2022 e vincitore della Gand-Wevelgem Under-23 nel 2018.

## Palmarès

### Strada
- 2016 (Juniores)

Trofeo Comune di Vertova - Memorial Pietro Merelli
- 2017 (Rog-Ljubljana, una vittoria)

2ª tappa Tour de Hongrie (Velence > Siófok)
- 2018 (Ljubljana Gusto Xaurum, una vittoria)

Gand-Wevelgem/Kattekoers-Ieper

## Piazzamenti

### Competizioni mondiali
- Campionati del mondo

Richmond 2015 - In linea Junior: ritirato
Doha 2016 - In linea Junior: 6º
Bergen 2017 - In linea Under-23: 43º
Innsbruck 2018 - In linea Under-23: ritirato
Yorkshire 2019 - In linea Under-23: 40º

### Competizioni continentali
- Campionati europei

Tartu 2015 - Cronometro Junior: 41º
Tartu 2015 - In linea Junior: ritirato
Plumelec 2016 - In linea Junior: 17º
Herning 2017 - In linea Under-23: 10º
Zlín 2018 - In linea Under-23: ritirato
Alkmaar 2019 - In linea Under-23: 11º
Plouay 2020 - In linea Under-23: 21º
Trento 2021 - In linea Elite: ritirato
- Giochi europei

Minsk 2019 - In linea Elite: 64º